# Nicolas-Louis de Lacaille
Nicolas-Louis de Lacaille abbé (Rumigny, 1713. március 15. – Párizs, 1762. március 21.) francia csillagász, a déli égbolt egyik jelentős megfigyelője.
Lacaille arról a csillagkatalógusáról nevezetes, ami a déli égbolton látható közel 10 000 csillagot és 42 ködszerű objektumot tartalmaz. Ezt a Coelum Australe Stelliferum néven ismert katalógust halála után, 1763-ban adták ki. A mű 14 új csillagképet is leírt, melyek azóta elfogadottá váltak. A fentieken kívül 1800 évre vonatkozóan elkészítette a fogyatkozások táblázatát.

## Élete
Az Ardennekben található Rumignyben született. Apja a Vandôme-i hercegnő fővadásza volt, de szabad idejében természettudománnyal és mechanikával foglalkozott. Halála után Nicolas teológiai tanulmányokat folytatott a jezsuitáknál, elérte a diakónus fokozatot, de érdeklődése a tudományok felé fordult. Elkezdett autodidakta módon csillagászattal és matematikával foglalkozni, majd 1735-ben Párizsba költözött. Itt kivívta Jacques Cassini barátságát és tiszteletét, aki akkor már neves csillagász volt, és a párizsi obszervatórium igazgatója. 1736-tól kezdett dolgozni az obszervatóriumban, de hivatalosan csak három évvel később alkalmazták. Az állás lehetővé tette számára, hogy a kor legfontosabb csillagászaival találkozzon. 1740-ben a tekintélyes Collège Mazarin kinevezett matematika-professzora lett, 1741-ben pedig felvették a francia királyi tudományos akadémia tagjai közé.
Ebben az időszakban tanári kötelességének eleget téve több kézikönyvet írt francia nyelven (ezek összefoglaló címe Leçons élémentaires). A kötetek nagy sikert arattak és számos nyelvre lefordították őket, köztük latinra is. Témájuk volt: matematika (első kiadás: 1741), mechanika (1743), geometriai és fizikai csillagászat (1746), és optika (1750). Ezen felül 1745-től ő gondozta a Célestial Ephémérides évente kiadott adatait. Ezt a munkát később Joseph Jérôme Lefrançais de Lalande folytatta.
1739-ben Giovanni Maraldi vezetése alatt részt vett a francia atlanti, délnyugati partvidék geodéziai felmérésében Nantes és Bayonne között. Képességeit látva meghívták a párizsi délkör felmérésére a Pireneusokban, Perpignan környékén. A munkát Cassini irányította, az eredmények az ő neve alatt jelentek meg 1743-ban. Ezzel megvetették az alapjait a méternek a Föld mérete alapján történő meghatározásának. A saját mérési adataik összehasonlításával más meridián-mérésekkel, Lacaille megállapította, hogy a Föld a sarkok felé laposodik (voltak, akik akkoriban úgy gondolták, hogy a sarkoknál kicsúcsosodik, mint egy citrom - a mérések ezt cáfolták meg).
1750 végétől 1754 júniusáig Lacaille egy csillagászati expedíciót vezetett a Jóreménység fokán. Ebben az időben elsőként rajzolta meg Mauritius földrajzi térképét. Az expedíció céljai között szerepelt a Nap és a Hold parallaxisának meghatározása, illetve 10 000 csillag megfigyelése. Obszervatóriumát a Tábla-hegység lejtőin állította fel, Fokváros közelében. Mindössze két év alatt meghatározta 9766 csillag koordinátáját. Ehhez valószínűleg egy 3,8 cm átmérőjű távcsövet használt.
Lacaille rajzolta meg elsőként a déli égbolt csillagainak teljesnek mondható térképét. Ezt a térképet a francia királyi tudományos akadémia 1756-ban jelentette meg. A térképre 14 új konstellációt rajzolt be, amit a csillagászok viszonylag gyorsan elfogadtak és ezek ma is hivatalos használatban vannak. Lacaille olyan nagyobb kiterjedésű csillagképet bontott kisebb részekre, mint az Argo Navis, ezt három részre bontotta a könnyebb kezelhetőség érdekében, ezek lettek a Carina (Hajógerinc), a Puppis (Hajófara) és a Vela (Vitorla csillagkép). Lacaille katalogizált 14 csillagködöt és csoportosulást is a déli égbolton. A lista 1755-ben jelent meg, 16 évvel korábban, mint Charles Messier híres katalógusa a csillagködökről.
Mialatt Fokváros közelében tartózkodott, érdekelni kezdték a bolygók. Különösen a jól megfigyelhető Hold, Vénusz és Mars, amik pozícióját precízen meghatározta. Összevetve az adatokat a Lalande által abban az időben Berlinben mért adatokkal, a parallaxis-módszert alkalmazva ki tudta számítani ezeknek az égi objektumoknak a pontosabb távolságát a Földtől.
Mindezeken felül Lacaille az úgynevezett „földrajzi hosszúság meghatározásának problémája” témakörrel is foglalkozott. Ennek a hajók földrajzi helyzetének meghatározásában volt életbevágó jelentősége a nyílt tengeren. A problémával a csillagászok akkor már legalább kétszáz éve foglalkoztak. Lacaille a John Flamsteed által kitalált „Hold-módszert” finomította tovább egy grafikus rendszerrel, amivel az eljárás egyszerűbbé vált.
Lacaille 1754-ben tért vissza Párizsba. Visszatérése után folytatta munkáját a Collège Mazarinben, ahol egy új távcsövet létesített.
1757-ben nyomdába adta Fundamenta Astronomiae című munkáját, ami egy csillagkatalógus volt, és körülbelül 400 fényes csillag adatait tartalmazta. Ez volt az első olyan katalógus, amiben a csillagok pozícióit a légköri elhajlás és a nutáció figyelembe vételével adták meg. 1758-ban jelent meg a Tables solaires című munkája, ami elsőként tartalmazott a Hold és a bolygók mozgására vonatkozó perturbációs adatokat, továbbá a légköri elhajlás és a nutáció hatását. Mindkét munka nagyobb pontosságú adatokat tartalmazott, mint mások korábbi munkái, és ez ösztönzőleg hatott a későbbi csillagászokra is.
Lacaille szerkesztette a Traité d’optique sur la gradation de la lumière című munkát, aminek kéziratát Pierre Bouguer hagyományozta rá, továbbá ugyancsak őtőle származott a Traité du navire című munka, aminek kiadását Lacaille gondozta.
1761-ben Lacaille megfigyelte a Vénusz átvonulását a Nap előtt. Abban az évben meghatározta a Föld-Hold távolságot, elsőként figyelembe véve, hogy a Föld nem szabályos gömb alakú.
Nem sokkal később erős köszvényrohama volt, de a munkáját tovább folytatta. a betegség azonban rosszabbodott, és Lacaille meghalt. Maraldi, a barátja és kollégája gyűjtötte össze a kéziratait és adta ki 1763-ban Coelum australe stelliferum („a déli égbolt csillagai”) cím alatt. Még ugyanabban az évben nyomdába adták az utazása alatt írt naplóját Journal historique du voyage fait au Cap de Bonne-Espérance címmel.

## Díjak, elismerések
Munkája elismeréseként több tudományos intézmény a tiszteletbeli tagjává választotta. Köztük volt a Szentpétervári Akadémia, a Berlini Akadémia, a Stockholmi Akadémia, a Londoni Királyi Társaság, a Göttingeni Királyi Társaság és a Bolognai Intézet.

## Főbb művei
- Astronomiae Fundamenta (1757), 398 csillag katalógusa
- Tabulae Solares (1758)
- Coelum australe stelliferum (1763) 10 000 csillag megfigyelése, 14 új csillagkép leírása
- Observations sur 515 étoiles du Zodiaque (1763)
- Leçons élémentaires de Mathématiques (1741)